# República do Sudão (1956–1969)
Em 1 de janeiro de 1956, o Sudão Anglo-Egípcio ganhou a independência com o nome de República do Sudão. Antes de 1955, no entanto, o governo de Ismail al-Azhari havia interrompido temporariamente o progresso do Sudão em direção à autodeterminação, na esperança de promover a união com o Egito. Apesar de seu Partido Nacional Unionista pró-egípcio (NUP) ganhar a maioria nas eleições parlamentares de 1953, Azhari percebeu que a opinião popular havia mudado contra tal união. Azhari, que tinha sido o principal porta-voz da "unidade do Vale do Nilo", inverteu a posição do NUP e apoiou a independência sudanesa. Em 19 de dezembro de 1955, o parlamento sudanês, sob a liderança de Azhari, adotou por unanimidade uma declaração de independência que entrou em vigor em 1º de janeiro de 1956. Azhari pediu a retirada das tropas estrangeiras e pediu aos poderes do condomínio para patrocinar um plebiscito com antecedência.

## Política de independência

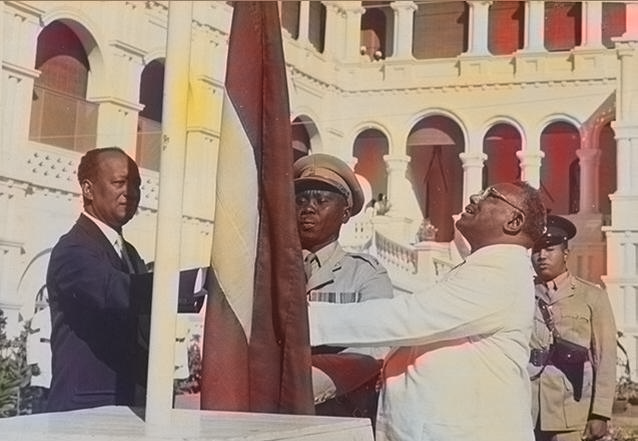
A bandeira do Sudão foi levantada na cerimônia de independência em 1º de janeiro de 1956 pelo primeiro-ministro Isma'il Alazhari e pelo líder da oposição Mohamed Ahmed Almahjoub

O Sudão alcançou a independência sem que os partidos políticos rivais concordassem com a forma e o conteúdo de uma constituição permanente. Em vez disso, a Assembléia Constituinte adotou um documento conhecido como Constituição Transitória, que substituiu o governador geral como chefe de Estado por uma Comissão Suprema de cinco membros, eleita por um parlamento composto por um Senado eleito indiretamente e uma Câmara dos Deputados. A Constituição de Transição também atribuiu poder executivo ao primeiro-ministro, que era nomeado pela Câmara dos Representantes e confirmado no cargo pela Comissão Suprema.
Embora tenha alcançado independência sem conflitos, o Sudão herdou muitos problemas do condomínio. O principal deles era o status do serviço civil. O governo colocou sudaneses na administração e forneceu indenizações e pensões para oficiais britânicos do Serviço Político do Sudão que deixaram o país; reteve aqueles que não puderam ser substituídos, principalmente técnicos e professores. Cartum conseguiu essa transformação rapidamente e com um mínimo de turbulência, embora os sulistas se ressentissem da substituição de administradores britânicos no sul com sudaneses do norte. Para promover seus interesses, muitos líderes do sul concentraram seus esforços em Cartum, onde esperavam conquistar concessões constitucionais. Embora determinados a resistir ao que consideravam imperialismo árabe, eles se opunham à violência. A maioria dos representantes do sul apoiou a autonomia provincial e alertou que o fracasso em obter concessões legais levaria o sul à rebelião.
O regime parlamentar introduziu planos para expandir os setores de educação, economia e transporte do país. Para atingir esses objetivos, Cartum necessitava de assistência econômica e técnica externa, à qual os Estados Unidos se comprometeram desde o início. Conversas entre os dois governos haviam começado em meados de 1957, e o parlamento ratificou um acordo de ajuda dos Estados Unidos em julho de 1958. Washington esperava que esse acordo reduziria a excessiva dependência do Sudão de uma economia de uma única cultura (algodão) e facilitaria o desenvolvimento da infra-estrutura de transportes e comunicações do país.
O primeiro-ministro formou um governo de coalizão em fevereiro de 1956, mas alienou o Khatmiyyah (ordem sufista do país) apoiando políticas governamentais cada vez mais seculares. Em junho, alguns membros do Khatmiyyah que desertaram dp NUP estabeleceram o Partido Democrático do Povo (PDP) sob a liderança de Mirghani. O Umma e o PDP combinaram no parlamento para derrubar o governo de Azhari. Com o apoio dos dois partidos e do Ansar e do Khatmiyyah, Abdallah Khalil montou um governo de coalizão.
As principais questões enfrentadas pelo governo de coalizão de Khalil incluíam a obtenção de um acordo sobre uma constituição permanente, estabilizar o sul, incentivar o desenvolvimento econômico e melhorar as relações com o Egito. As tensões dentro da coalizão Umma-PDP dificultaram a capacidade do governo de progredir nessas questões. O Umma, por exemplo, queria que a constituição proposta instituísse uma forma de governo presidencial com base na suposição de que Abd al-Rahman al-Mahdi seria eleito o primeiro presidente. No entanto, faltava consenso sobre o futuro econômico do país. Uma safra pobre de algodão seguiu a safra de algodão de 1957, que o Sudão não conseguiu vender a um bom preço em um mercado saturado. Esta recessão esgotou as reservas do país e causou agitação sobre as restrições econômicas impostas pelo governo. Para superar esses problemas e financiar projetos futuros de desenvolvimento, o Umma pediu maior dependência da ajuda externa. O PDP, no entanto, se opôs a essa estratégia porque promovia uma influência estrangeira inaceitável no Sudão. A filosofia do PDP refletia o nacionalismo árabe adotado por Gamal Abdul Nasser, que havia substituído o líder egípcio Naguib em 1954. Apesar dessas diferenças políticas, a coalizão Umma-PDP durou o ano restante do mandato do parlamento. Além disso, após o parlamento adiado, os dois partidos prometeram manter uma frente comum para as eleições de 1958.
O eleitorado deu uma pluralidade em ambas as casas para o Umma e uma maioria geral para a coalizão Umma-PDP. O NUP, no entanto, ganhou quase um quarto dos assentos, em grande parte de centros urbanos e de trabalhadores agrícolas do esquema Gezira. No sul, a votação representou uma rejeição dos que haviam cooperado com o governo - os eleitores derrotaram os três sulistas no gabinete pré-eleitoral - e uma vitória dos defensores da autonomia dentro de um sistema federal. O ressentimento contra o governo ter tomado as escolas missionárias e contra as medidas usadas para suprimir o motim de 1955 contribuiu para a eleição de vários candidatos que haviam sido implicados na rebelião.
Depois que o novo parlamento se reuniu, Khalil novamente formou um governo de coalizão Umma-PDP. Infelizmente, o faccionalismo, a corrupção e a fraude eleitoral dominaram as eleições parlamentares numa época em que o país precisava de uma ação decisiva em relação à constituição proposta e ao futuro do sul. Como resultado, a coalizão Umma-PDP não conseguiu exercer uma liderança eficaz.
Outra questão que dividiu o parlamento dizia respeito às relações sudanesas-estadounidenses. Em março de 1958, Khalil assinou um acordo de assistência técnica com os Estados Unidos. Quando ele apresentou o pacto ao parlamento para ratificação, ele descobriu que o NUP queria usar a questão para derrotar a coalizão Umma-PDP e que muitos delegados do PDP se opuseram ao acordo. No entanto, o Umma, com o apoio de alguns delegados do PDP e do sul, conseguiu obter a aprovação do acordo.
Faccionalismo e suborno no parlamento, junto com a incapacidade do governo de resolver os muitos problemas sociais, políticos e econômicos do Sudão, aumentaram a desilusão popular com o governo democrático. Reclamações específicas incluíram a decisão de Cartum de vender algodão a um preço acima do mercado mundial. Essa política resultou em baixas vendas de algodão, a commodity da qual o Sudão obtinha a maior parte de sua receita. As restrições às importações impostas para tirar a pressão das reservas de divisas esgotadas causaram consternação entre os habitantes das cidades que se acostumaram a comprar mercadorias estrangeiras. Além disso, os nortistas rurais também sofreram com um embargo imposto pelo Egito às importações de gado, camelos e tâmaras do Sudão. O crescente descontentamento popular causou muitas manifestações antigovernamentais em Cartum. O Egito também criticou Khalil e sugeriu que poderia apoiar um golpe contra seu governo. Enquanto isso, relatórios circulavam em Cartum de que o Umma e o NUP estavam próximos de um acordo sobre uma nova coalizão que excluiria o PDP e Khalil.
Em 17 de novembro de 1958, o dia em que o parlamento deveria se reunir, ocorreu um golpe militar. Khalil, um general aposentado do Exército, planejou um golpe preventivo em conjunto com os principais membros do Umma e os dois generais do exército, Ibrahim Abboud e Ahmad Abd al Wahab, que se tornaram líderes do regime militar. Abbud imediatamente prometeu resolver todas as disputas com o Egito, incluindo o antigo problema do status do rio Nilo. Abbud abandonou as políticas irreais do governo anterior em relação à venda de algodão. Ele também nomeou uma comissão constitucional, chefiada pelo chefe de justiça, para redigir uma constituição permanente. Abbud sustentava, no entanto, que os partidos políticos serviam apenas como veículos para ambições pessoais e que eles não seriam restabelecidos quando o governo civil fosse restaurado.

## Governo militar de Abbud (1958–64)
O golpe retirou a tomada de decisão política do controle civil. Abbud criou o Conselho Supremo das Forças Armadas para governar o Sudão. Este corpo continha oficiais afiliados ao Ansar e ao Khatmiyyah. Abbud pertencia ao Khatmiyyah, enquanto Abd al Wahab era um membro do Ansar. Até a remoção de Abd al Wahab em março de 1959, o Ansar era o mais forte dos dois grupos no governo.
O regime beneficiou-se durante o primeiro ano de mandato devido à comercialização bem-sucedida da cultura do algodão. Abbud também se beneficiou do acordo sobre as águas do Nilo com o Egito e da melhora das relações entre os dois países. Sob o regime militar, a influência do Ansar e do Khatmiyyah diminuiu. O líder religioso mais forte, Abd ar Rahman al Mahdi, morreu no início de 1959. Seu filho e sucessor, Sadiq al Mahdi, não conseguiu desfrutar do respeito dado a seu pai. Quando Sadiq morreu, dois anos depois, a liderança política e religiosa de Ansar dividiu-se entre seu irmão, o imã Al Hadi al Mahdi, e seu filho, o jovem Sadiq al Mahdi.
Apesar dos primeiros sucessos do regime de Abbud, os elementos da oposição permaneceram poderosos. Em 1959, oficiais militares dissidentes fizeram três tentativas de derrubar Abbud e instaurar um "governo popular". Embora os tribunais condenaram os líderes dessas tentativas de golpe à prisão perpétua, o descontentamento militar continuou a prejudicar o desempenho do governo. Em particular, o Partido Comunista do Sudão (PCS) ganhou a reputação de ser uma organização anti-governamental eficaz. Para agravar seus problemas, o regime de Abbud carecia de dinamismo e capacidade de estabilizar o país. Seu fracasso em colocar consultores civis capazes em posições de autoridade, em lançar um programa de desenvolvimento econômico e social confiável, e em obter o apoio do exército, criou uma atmosfera que encorajou a turbulência política.
A política de Abbud em relação ao sul provou ser sua ruína. O governo suprimiu expressões de diferenças religiosas e culturais que reforçaram as tentativas de arabizar a sociedade. Em fevereiro de 1964, por exemplo, Abbud ordenou a expulsão em massa de missionários estrangeiros do sul. Ele então fechou o parlamento para conter as reclamações oficiais do sul. Os líderes do sul haviam renovado em 1963 a luta armada contra o governo sudanês, que continuavam esporadicamente desde 1955. A rebelião foi liderada a partir de 1963 pelas forças de guerrilha conhecidas como Anya Nya (o nome de um veneno de cobra).

## Retorno ao regime civil (1964–69)
Reconhecendo sua incapacidade de reprimir o crescente descontentamento do sul, o regime de Abbud pediu ao setor civil que apresentasse propostas para uma solução para o problema do sul. No entanto, as críticas à política governamental rapidamente foram além da questão do sul e incluíram o tratamento de outros problemas por Abbud, como a economia e a educação. As tentativas do governo de silenciar esses protestos, centrados na Universidade de Cartum, trouxeram uma reação não apenas de docentes e estudantes mas também dos funcionários públicos e sindicalistas de Cartum. A chamada Revolução de Outubro de 1964 centrou-se em torno de uma greve geral que se espalhou por todo o país. Líderes de greve se identificaram como Frente Nacional para Profissionais. Junto com alguns ex-políticos, eles formaram a esquerdista UNF, que se uniu com oficiais do exército dissidente. Depois de vários dias de tumultos que resultaram em muitas mortes, Abbud dissolveu o governo e o Conselho Supremo das Forças Armadas. Líderes da UNF e comandantes do Exército que planejaram a transição do regime militar para o governo civil escolheram um funcionário público não-político, Sirr Al-Khatim Al-Khalifa, como primeiro-ministro para chefiar um governo de transição.
O novo regime civil, que funcionava sob a Constituição de Transição de 1956, tentou acabar com o partidarismo político estabelecendo um governo de coalizão. Houve continuada hostilidade popular ao reaparecimento de partidos políticos, entretanto, por causa de sua divisão durante o regime de Abbud. Embora o novo governo permitisse que todas os partidos, incluindo o PCS, operassem, apenas cinco dos quinze postos no gabinete de Khatim foram para políticos partidários. O primeiro-ministro deu dois cargos a sulistas não-partidários e os oito restantes a membros da Frente Nacional de Profissionais, que incluía vários comunistas.
Eventualmente, dois partidos políticos surgiram para representar o sul. O SANU, fundado em 1963 e liderado por William Deng e Saturino Lahure, um sacerdote católico romano, operava entre grupos de refugiados e forças de guerrilha. A Frente Sul, uma organização de massa liderada por Stanislaus Payasama que funcionou clandestinamente durante o regime de Abbud, passou a agir abertamente nas províncias do sul. Após o colapso das conferências de paz convocadas pelo governo em 1965, a ala de Deng no SANU - conhecida localmente como SANU-William - e a Frente Sul uniram-se para participar das eleições parlamentares. A coalizão permaneceu ativa no parlamento pelos próximos quatro anos como uma voz para a autonomia regional do sul dentro de um estado unificado. Líderes dos SANU exilados negaram a abordagem moderada de Deng para formar a Frente de Libertação de Azânia, localizada em Kampala, Uganda. Os líderes do Anya Nya tendiam a permanecer alheios aos movimentos políticos. Os guerrilheiros foram fragmentados por diferenças étnicas e religiosas. Além disso, surgiram conflitos no Anya Nya entre líderes mais velhos que estavam na guerrilha desde 1955, e homens mais jovens e mais instruídos como Joseph Lagu, um ex-capitão do exército sudanês, que acabou se tornando um líder mais forte, em grande parte devido à sua capacidade de obter armas de Israel.
Quando o governo agendou eleições nacionais para março de 1965, foi anunciada que a tarefa do novo parlamento seria preparar uma nova constituição. A deterioração da situação no sul impediu a realização de eleições naquela região, e os partidos políticos dividiram-se na questão de se as eleições devem ser realizadas apenas no norte, conforme programado ou adiadas, até que todo o país possa votar. O PDP e o PCS, ambos com medo de perder votos, queriam adiar as eleições, assim como os elementos do sul leais a Cartum. A oposição forçou o governo a renunciar. O novo presidente da Comissão Suprema reintegrada, que substituiu Abbud como chefe de Estado, determinou que as eleições fossem realizadas sempre que possível; o PDP rejeitou essa decisão e boicotou as eleições.
Os resultados das eleições de 1965 foram inconclusivos. Além de um baixo número de eleitores, havia uma superabundância confusa de candidatos nas cédulas. Como consequência, poucos dos eleitos obtiveram a maioria dos votos. O partido não-marxista Umma conquistou 75 dos 158 assentos parlamentares, enquanto seu aliado, o NUP, conquistou 52 dos demais. Os dois partidos formaram um gabinete de coalizão em junho chefiado pelo líder da Umma, Muhammad Ahmad Mahjub, enquanto Azhari, o líder da NUP, tornou-se presidente permanente e chefe de Estado da Comissão Suprema.
O governo de Mahjub tinha dois objetivos: uma resolução para o problema do sul e a remoção dos comunistas das posições de poder. O exército lançou uma grande ofensiva para esmagar a rebelião e no processo aumentou sua reputação de brutalidade entre os sulistas. Muitos sulistas relataram atrocidades do governo contra civis, especialmente em Juba e Wau. Tropas do exército sudanês também incendiaram igrejas e cabanas, fecharam escolas, destruíram plantações e saquearam gado. Para alcançar seu segundo objetivo, Mahjub conseguiu que o parlamento aprovasse um decreto que abolisse o PCS e privasse os onze comunistas eleitos de seus assentos. Em outubro de 1965, a coalizão Umma-NUP entrou em colapso devido a um desentendimento sobre se Mahjub, como primeiro-ministro, ou Azhari, como presidente, deveria conduzir as relações exteriores do Sudão. Mahjub continuou no cargo por mais oito meses, mas renunciou em julho de 1966 após uma votação parlamentar de censura, que dividiu o Umma. Uma ala tradicional liderada por Mahjub, sob a liderança espiritual do Imam Al Hadi, al-Mahjub, opunha-se à maioria do partido. O segundo grupo professou lealdade ao sobrinho do Imam, o jovem Sadiq al Mahdi, que era o líder oficial de Umma e que rejeitava o sectarismo religioso. Sadiq se tornou primeiro-ministro com apoio de sua própria ala Umma e dos aliados do NUP.
O governo de Sadiq al Mahdi, apoiado por uma considerável maioria parlamentar, procurou reduzir as disparidades regionais, organizando o desenvolvimento econômico. Sadiq al Mahdi também planejava usar seu relacionamento pessoal com líderes do sul para planejar um acordo de paz com os insurgentes. Ele propôs substituir a Comissão Suprema por um presidente e um vice-presidente do sul pedindo a aprovação da autonomia para as províncias do sul. A elite educada e os segmentos do exército se opuseram a Sadiq al Mahdi por causa de sua abordagem gradualista aos problemas políticos, econômicos e sociais do Sudão. Organizações estudantis de esquerda e os sindicatos exigiram a criação de um estado socialista. Seu ressentimento em relação a Sadiq aumentou quando ele se recusou a honrar uma decisão da Suprema Corte que revogou a legislação que proibia o PCS e destituia os comunistas eleitos para cadeiras parlamentares. Em dezembro de 1966, uma tentativa de golpe por comunistas e uma pequena unidade do exército contra o governo fracassou. Muitos comunistas e militares foram posteriormente presos.
Em março de 1967, o governo realizou eleições em trinta e seis distritos eleitorais em áreas pacificadas do sul. A ala de Sadiq al Mahdi do Umma ganhou quinze assentos, o federalista SANU dez e o NUP cinco. Apesar desse aparente aumento em seu apoio, entretanto, a posição de Sadiq no parlamento tornou-se tênue: concessões que ele prometera ao sul a fim de pôr fim à guerra civil não foram acordadas. A ala tradicionalista do Umma se opôs à Sadiq al Mahdi: eles argumentaram fortemente contra as garantias constitucionais para a liberdade religiosa e sua recusa em declarar o Sudão como um estado islâmico. Quando os tradicionalistas e o NUP retiraram seu apoio, o governo caiu.
Em maio de 1967, Mahjub tornou-se primeiro-ministro e chefe de um governo de coalizão cujo gabinete incluía membros de sua ala do Umma, do NUP e do PDP. Em dezembro de 1967, o PDP e o NUP formaram o DUP sob a liderança de Azhari. No início de 1968, o aumento das divisões no Umma ameaçava a sobrevivência do governo de Mahjub. A ala de Sadiq al Mahdi tinha maioria no parlamento e poderia frustrar qualquer ação do governo. Quando Mahjub dissolveu o parlamento, Sadiq recusou-se a reconhecer a legitimidade da ação do primeiro-ministro. Uma crise incômoda se desenvolveu: dois governos funcionavam em Cartum - uma reunindo-se no prédio do parlamento e outra no gramado do edifício - ambos alegavam representar a vontade da legislatura. O comandante do exército solicitou esclarecimentos ao Supremo Tribunal sobre quais deles tinham autoridade para emitir ordens. O tribunal apoiou a dissolução de Mahjub; e o governo agendou novas eleições para abril.
Embora o DUP tenha conquistado 101 das 218 cadeiras, nenhum partido controlava a maioria parlamentar. Trinta e seis assentos foram para os tradicionalistas do Umma, trinta para a ala Sadiq e vinte e cinco para os dois PCS do sul - SANU e a Frente Sul. O secretário-geral do PCS, Abd al Khaliq Mahjub, também ganhou um assento. Em um grande revés, Sadiq perdeu seu lugar para um rival tradicionalista. Por não ter uma maioria, o DUP firmou uma aliança com os tradicionalistas do Umma, que elegeram seu líder, Muhammad Ahmad Mahjub, como primeiro-ministro e receberam quatro outros cargos no governo. O programa da coalizão incluía planos de reorganização do governo, laços mais estreitos com o mundo árabe e renovados esforços de desenvolvimento econômico, particularmente nas províncias do sul. O governo de Muhammad Ahmad Mahjub também aceitou ajuda militar, técnica e econômica da União Soviética. A ala de Sadiq al Mahdi do Umma formou a pequena oposição parlamentar. Quando se recusou a participar dos esforços para completar o projeto de Constituição, já com dez anos de atraso, o governo retaliou fechando o jornal da oposição e reprimindo as manifestações pró-Sadiq em Cartum.
No final de 1968, as duas alas de Umma concordaram em apoiar o chefe do Ansar Imam al-Hadi al-Mahdi na eleição presidencial de 1969. Ao mesmo tempo, o DUP anunciou que Azhari também buscaria a presidência. Os comunistas e outros esquerdistas se alinharam por trás da candidatura presidencial do ex-juiz-chefe Babiker Awadallah, a quem eles viam como aliado porque ele havia sentenciado contra o governo quando se tentou banir o PCS.